# Бойник (Сербия)
Бойник (серб. Бојник) — населённый пункт в Ябланичском округе Сербии. Центр одноимённой общины.

## История
17 февраля 1942 года болгарские оккупанты по обвинению в пособничестве партизанам вырезали всё население села, включая женщин, стариков и детей.

## Население
Согласно переписи населения 2002 года, в селе проживало 3159 человек (2710 сербов, 430 цыган и другие).
| Численность населения | Численность населения | Численность населения | Численность населения | Численность населения | Численность населения | Численность населения | Численность населения |
| 1948                  | 1953                  | 1961                  | 1971                  | 1981                  | 1991                  | 2002                  | 2011                  |
| --------------------- | --------------------- | --------------------- | --------------------- | --------------------- | --------------------- | --------------------- | --------------------- |
| 1004                  | 1110                  | 1448                  | 1780                  | 2241                  | 2825                  | 3159                  | 3100                  |

## Религия
Согласно церковно-административному делению Сербской православной церкви, село относится к Бойницкому (Придворицкому) приходу Ябланичского архиерейского наместничества Нишской епархии. В селе расположена церковь Святого Николая.